# Alvin Loftes
Alvin Hjalmar "Al" Loftes (1 de janeiro de 1890 — julho de 1971) foi um ciclista olímpico estadunidense. Representou sua nação em dois eventos nos Jogos Olímpicos de Verão de 1912, onde conquistou uma medalha de bronze na prova por equipe de corrida em estrada.